# Gauführer

Mouwband van een Gauführer

Gauführer (vrije vertaling: regioleider) was een paramilitaire rang gebruikt door de Schutzstaffel (SS). Deze rang bestond tussen 1925 en 1929. De Gauführer voerde het commando over meerdere SS-Stafflen, die weer onder het bevel van een SS-Staffelführer stonden.
De rang van Gauführer werd beïnvloed door de gelijknamige nazi-partij rang van gouwleider. Het rangonderscheidingsteken was een rode mouwband met swastika met twee witte strepen.
In 1929 hield de rang van Gauführer op te bestaan. Dit gebeurde toen de SS-Gaus opnieuw geformeerd werden in nieuwe SS-eenheden die bekend als SS-Oberführerbereiche stonden, die elk onder het bevel van een SS-Oberführer stonden.
In het slot Augustusburg bevond zich van 1933 tot het einde van de Tweede Wereldoorlog een Gauführer-school.

## Personen met deze rang
- Heinrich Himmler was van 1926 tot 1927 een Gau-SS-Führer van Neder-Beieren[2][3].
- Wilhelm Grimmelt was Gauführer van Westfalen.
- Albert Bormann was Gauführer voor de Hitlerjugend van Thüringen.
- Willy Schmelcher was van 1928 tot 1930 plaatsvervangend Gau-SA-Führer van Baden[4][5].
- Helmuth Brückner was Gauführer van Silezië
- Hartmann Lauterbacher was Gauführer van de Hitlerjugend[6]
- Udo von Woyrsch was in 1930 een Gau-SS-Führer van Silezië[7]

## SS organisatie 1926-1928[8]
| SS-Gauführer                    | Aantal SS-Stafflen (squadrons) |
| ------------------------------- | ------------------------------ |
| SS-Gauführer Berlin-Brandenburg | 2                              |
| SS-Gauführer Franken            | 4                              |
| SS-Gauführer Niederbayern       | 3                              |
| SS-Gauführer Oberbayern         | 4                              |
| SS-Gauführer Rheinland-Süd      | 5                              |
| SS-Gauführer Sachsen            | 4                              |